# Krywi Kolina
Krywi Kolina (ukr. Криві Коліна) – wieś na Ukrainie, w obwodzie czerkaskim, w rejonie zwinogródzkim. W 2001 liczyła 717 mieszkańców, spośród których 697 wskazało jako ojczysty język ukraiński, 18 rosyjski, 1 ormiański, a 1 inny.